# Рабданов, Владимир Рабданович
Владимир Рабданович Рабданов (род. 28 сентября 1938) — российский государственный деятель, председатель Думы Агинского Бурятского автономного округа (1994—1996), член Совета Федерации.

## Биография
Образование высшее, закончил Благовещенский сельскохозяйственный институт в 1972 году по специальности агроном-экономист.
В 1994 году избран председателем Агинской Бурятской окружной Думы — Парламента I созыва. С января по декабрь 1996 года — член Совета Федерации ФС РФ, входил в комитет Совета Федерации по делам Содружества Независимых Государств.